# Teucrium scorodonia

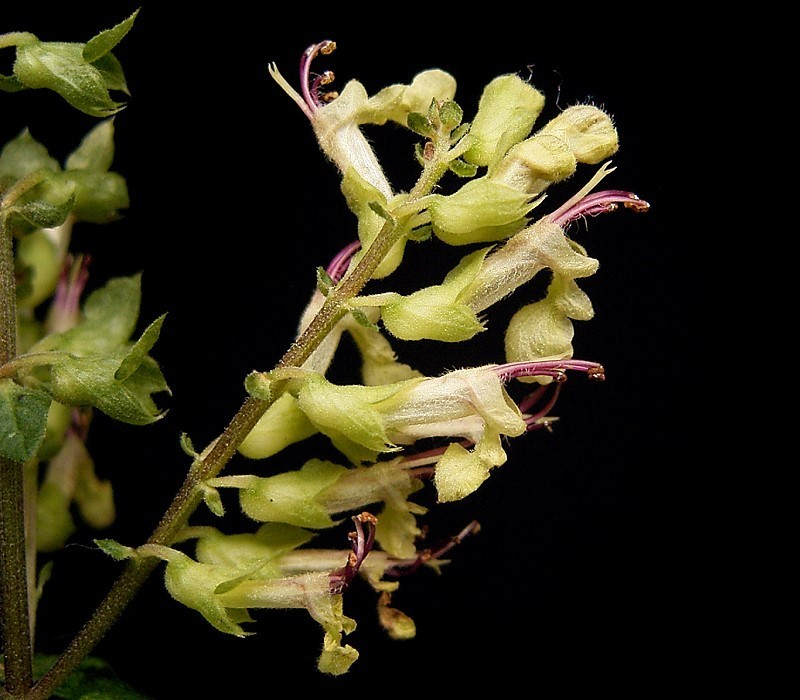
Detalle de las flores.

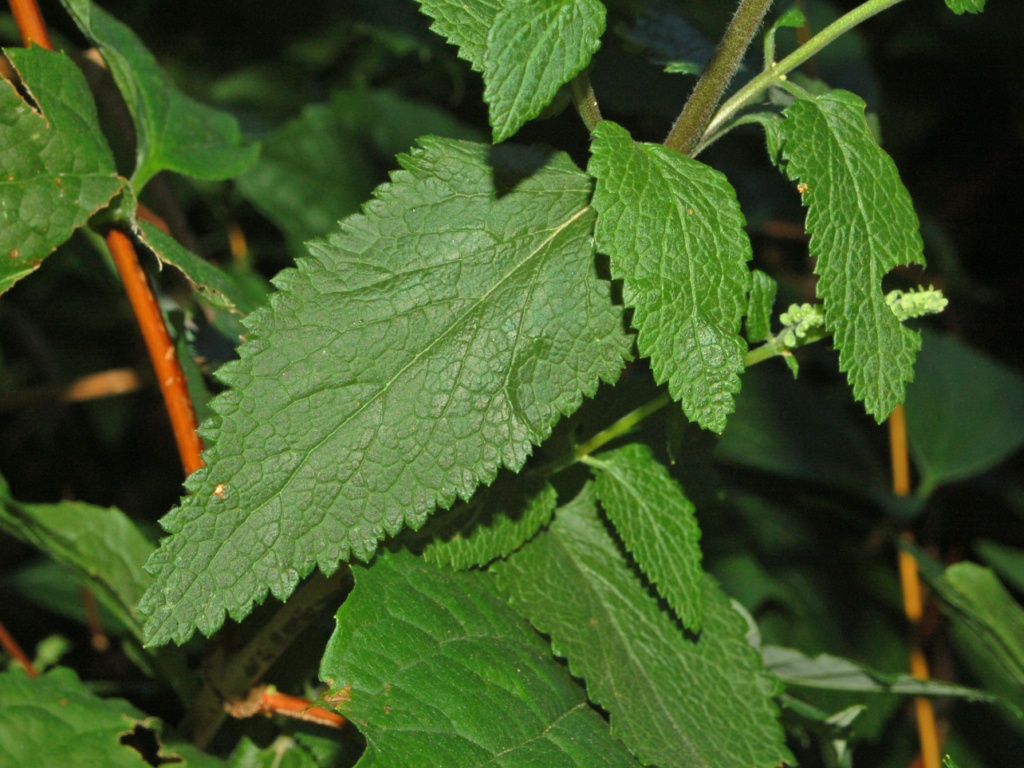
Hojas.

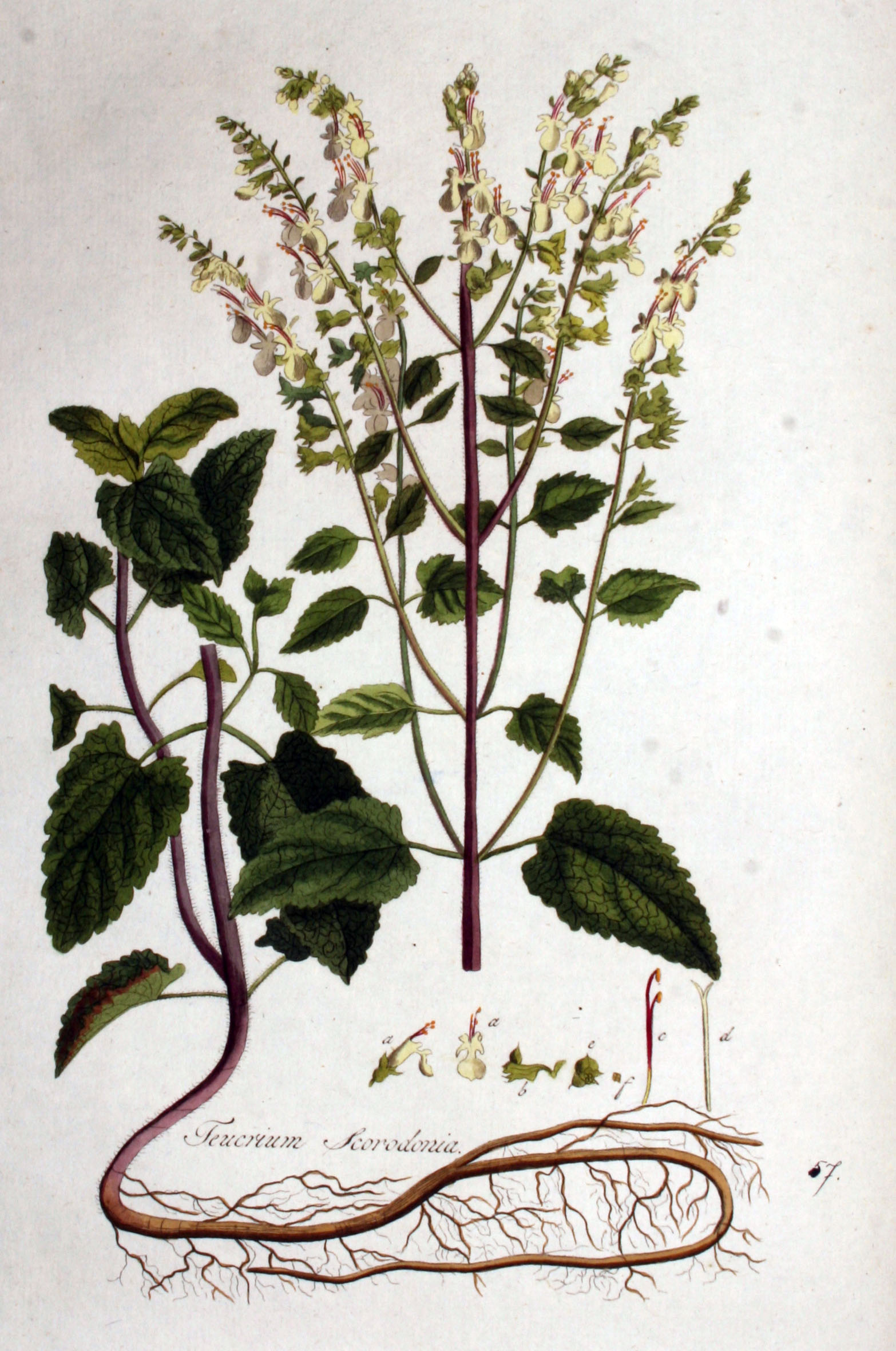
Ilustración

Teucrium scorodonia, la escorodonia,  entre muchos otros nombres, es una planta herbácea perenne de la familia Lamiaceae y que es usada como planta ornamental.

## Descripción
Arbusto enano peloso, de tallos erectos y ramosos de hasta 50 cm o más. Hojas triangulares-ovadas de base acorazonada, con dientes redondeados, arrugados, peciolados. Flores amarillo-verdosas, raramente blancas o rojas, en inflorescencias largas, simples o ramosas, laxas, espiciformes. Corola de 9 mm, de pelo lanoso, estambres mucho más largos. Cáliz acampanado, bilabiado, con labios tomentosos y la mitad de largo que el cáliz, que está curvado y es protuberante en la base. Florece a final de primavera y en verano.

## Hábitat y  distribución
Sotobosque de hayedos, alcornocales, quejigares, fresnedas, pinares o de bosques mixtos, brezales, herbazales, pastizales montanos, lugares húmedos y sombríos, bordes de camino y márgenes de río, fisuras de rocas, taludes rocosos, lugares abiertos y soleados, en substrato silíceo, arenoso o calizo; crece desde el nivel del mar hasta 2000 m de altitud. Florece de mayo a noviembre. Toda la península ibérica, excepto Levante y el sureste. Se distribuye también en prácticamente  toda Europa, y se extiende hasta Túnez al sur.

## Taxonomía
Teucrium scorodonia, fue descrita por (Coss. ex Pau) Castrov. & Bayon y publicado en Anales del Jardín Botánico de Madrid 47: 508. 1989[1990].
Etimología
Teucrium: nombre genérico que deriva del Griego τεύχριον, y luego el Latín teucri, -ae y teucrion, -ii, usado por Plinio el Viejo en Historia naturalis, 26, 35 y  24, 130, para designar el género Teucrium, pero también el Asplenium ceterach, que es un helecho (25, 45). Hay otras interpretaciones que derivan el nombre de Teucri, -ia, -ium, de los troyanos, pues Teucro era hijo del río Escamandro y la ninfa Idaia, y fue el antepasado legendario de los troyanos, por lo que estos últimos a menudo son llamados teucrios. Pero también Teucrium podría referirse a Teûkros, en latín Teucri, o sea Teucro, hijo de Telamón y Hesione y medio-hermano de Ajax, y que lucharon contra Troya durante la guerra del mismo nombre, durante la cual descubrió la planta en el mismo período en que Aquiles, según la leyenda, descubrió la Achillea.
scorodonia: epíteto derivado del Griego σχόρόδον  y luego el Latín scorodon, -i, los dos significando "ajo", pues las hojas de la planta son aromáticas, con algún sabor a ajo
Sinonimia
- Monochilon cordifolius Dulac
- Scorodonia heteromalla Moench
- Scorodonia scorodonia (L.) H.Karst.
- Scorodonia solitaria Stokes
- Scorodonia sylvestris (Lam.) Link
- Scorodonia trivialis Raf.
- Scorodonia vulgaris Raf.
- Teucrium salviifolium Salisb.
- Teucrium sylvestre Lam.

## Nombres vernáculos
- Castellano: camedrio de los bosques, cemedrio de los bosques, escordio, escordio bastardo (5), escordonia, escorodonia (12), hierba de la coca, hierba de las hinchazones, hoja de la coca, hojas de lobo, jabonera, lérico (2), ortiga muerta, salvia bastarda, salvia de los bosques, salvia del bosque, salvia sencilla, seisebra, verdoncilla portuguesa. Entre paréntesis, los vocablos más corrientes en España.[9]